# Alchemilla stanislaae
Alchemilla stanislaae é uma espécie de rosácea do gênero Alchemilla, pertencente à família Rosaceae.